# 소사군

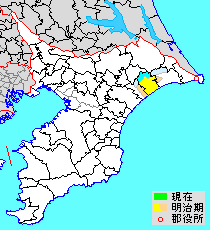
지바현 소사군의 위치

소사군(匝瑳郡)은 일본 지바현(시모사국)에 있던 군이다. 율령국 성립 이전부터 있던 군이지만, 변천을 거쳐 헤이세이 대합병으로 소멸되었다.

## 군역
1878년 행정 구역으로 발족할 당시의 군역은, 대체로 아래 구역에 해당한다.
- 소사시의 대부분
- 아사히시의 일부
- 산부군 요코시바히카리정의 일부

## 역사

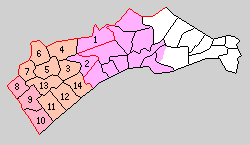
1.교와촌 2.도요하타촌 3.헤이와촌 4.진카이촌 5.후쿠오카정 6.소사촌 7.도요사카촌 8.난조촌 9.도요촌 10.시라하마촌 11.사카에촌 12.노다촌 13.스카촌 14.교코촌 (등색:소사시 분홍:아사히시 빨강:산부군 요코시바히카리정)

- 1889년 4월 1일 - 정촌제 시행으로, 아래의 정촌이 발족.(1정 13촌)
  - 교와촌(共和村), 도요하타촌(豊畑村): 현 아사히시
  - 헤이와촌(平和村), 진카이촌(椿海村), 후쿠오카정(福岡町), 소사촌(匝瑳村), 도요사카촌(豊栄村): 현 소사시
  - 난조촌(南条村),  도요촌(東陽村), 시라하마촌(白浜村): 현 산부군 요코시바히카리정
  - 사카에촌(栄村), 노다촌(野田村), 스카촌(須賀村), 교코촌(共興村): 현 소사시
- 1915년 12월 8일 - 후쿠오카정이 개칭하여 요카이치바정(八日市場町)이 됨.
- 1948년 11월 3일 - 가토리군요시다촌(吉田村)·이다카촌(飯高村)·도요와촌(豊和村)·히요시촌(日吉村)이 소사군 소속으로 변경.(1정 17촌)
- 1954년
  - 3월 31일 - 요카이치바정·헤이와촌·진카이촌·소사촌·도요사카촌·스카촌·교코촌·요시다촌·이다카촌·도요와촌이 합병하여, 새로이 요카이치바정이 발족.(1정 8촌)
  - 5월 3일 - 난조촌·도요촌·시라하마촌·히요시촌이 합병하여, 히카리정(光町)이 발족.(2정 4촌)
  - 6월 1일 - 교와촌·도요하타촌이 가이조군 아사히정에 편입.(2정 2촌)
  - 7월 1일 - 요카이치바정이 시제 시행으로 요카이치바시(八日市場市)가 되어, 군에서 이탈.(1정 2촌)
  - 7월 17일 - 사카에촌·노다촌이 합병하여, 노사카정(野栄町)이 발족.(2정)
- 2006년
  - 1월 23일 - 노사카정이 요카이치바시와 합병하여 소사시(匝瑳市)가 발족.(1정)
  - 3월 27일 - 히카리정이 산부군 요코시바정과 합병하여 산부군 요코시바히카리정(横芝光町)이 발족. 이날 소사군은 폐지.

## 참고 문헌
- 지바현 소사군 교육회 편 (1921). 《소사군지》. 지바현 소사군 교육회.
- 「가도카와 일본 지명 대사전」 편집위원회, 편집. (1984년 3월 1일). 《가도카와 일본 지명 대사전》. 12 지바현. 가도카와 쇼텐. ISBN 4040011201.